# Harold Hackett
Harold Humphrey Hackett (* 17. Juli 1878 in Hingham, Massachusetts; † 20. November 1937 in New York) war ein US-amerikanischer Tennisspieler.

## Karriere
Hackett besuchte die Yale University.
Bei den Amerikanischen Tennismeisterschaften stand er von 1905 bis 1911 siebenmal in Folge (Rekord) mit seinem Landsmann Fred Alexander im Finale der Doppelkonkurrenz und konnte von 1907 bis 1910 zusammen mit ihm diesen Wettbewerb gewinnen.
Gegen Holcombe Ward und Beals Wright verloren sie in drei Sätzen mit 4:6, 4:6 und 1:6 im Jahr 1905 und ein Jahr später in vier Sätzen mit 3:6, 6:3, 3:6 und 3:6.
1907 schlugen sie Nat Thornton und Bryan Grant in drei Sätzen mit 6:2, 6:1 und 6:1.
1908 gewannen Hackett und Alexander gegen Raymond Little und Beals Wright in drei Sätzen mit 6:1, 7:5 und 6:2. 1909 siegten sie gegen George Janes und Maurice McLoughlin in drei Sätzen mit 6:4, 6:4 und 6:0. Ihren vierten Sieg in Folge feierten sie 1910 gegen Tom Bundy und Trowbridge Hendrick in drei Sätzen mit 6:1, 8:6 und 6:3. Bei ihrer letzten Finalteilnahme im Jahre 1911 unterlagen sie Raymond Little und Gus Touchard in vier Sätzen mit 5:7, 15:13, 2:6 und 4:6.
Hackett wurde 1961 postum in die International Tennis Hall of Fame aufgenommen.